# Patrolowce typu Ægir
Patrolowce typu Ægir – klasa dwóch okrętów używanych przez Islandzką Straż Wybrzeża (Icelandic Coast Guard, ICG). Brały udział w dwóch ostatnich wojnach dorszowych. Okręty prowadzą patrole wyłącznej strefy ekonomicznej, akcje poszukiwawczo-ratunkowe, inspekcje połowów, egzekwowanie prawa oraz operacje antyterrorystyczne na wodach Islandii oraz wodach wokół terytoriów, takich jak Grenlandia czy Jan Mayen.

## Projekt
Koncepcja dla patrolowców typu Ægir opierała się na doświadczeniach straży przybrzeżnej z „Þór” i „Óðinn”. Wiceadmirał Pétur Sigurðsson, dowódca ICG, zalecił zbudowanie okrętu większego od „Þóra” i „Óðinna” oraz bardziej zdatnego do żeglugi. Okręty nowej klasy zostały również wystarczająco opancerzone, aby móc łamać lód.

## Uzbrojenie
Kiedy patrolowce typu Ægir wchodziły do służby, były uzbrojone w działo Hotchkissa kal. 57 mm. Działa te jednak zostały w 1990 r. wymienione na działka Bofors L/60 kal. 40 mm, które w później zostały wymienione na działka Bofors L/70 kal. 40 mm.
Okręty wyposażone są również w broń strzelecką oraz inne bronie, takie jak przecinacze sieci, które były z powodzeniem wykorzystywane przez Islandzką Straż Wybrzeża podczas wojen dorszowych.

## Okręty
| IMO#    | Nazwa  | Położenie stępki | Wodowanie     | Wprowadzenie do służby |
| ------- | ------ | ---------------- | ------------- | ---------------------- |
| 6821585 | „Ægir” | 1967             | czerwiec 1968 | 1968                   |
| 7358420 | „Týr”  | 1974             | marzec 1975   | 1975                   |